# Halowe Mistrzostwa Europy w Lekkoatletyce 1979 – bieg na 60 m mężczyzn
Bieg na 60 metrów mężczyzn – jedna z konkurencji biegowych rozgrywanych podczas halowych lekkoatletycznych mistrzostw Europy w hali Ferry-Dusika-Hallenstadion w Wiedniu. Eliminacje, półfinały i bieg finałowy zostały rozegrane 24 lutego 1979. Zwyciężył reprezentant Polski Marian Woronin, który w finale wyrównał własny nieoficjalny halowy rekord Europy czasem 6,57 s. Tytułu zdobytego na poprzednich mistrzostwach nie obronił Nikołaj Kolesnikow ze Związku Radzieckiego, który nie ukończył biegu finałowego.

## Rezultaty

### Eliminacje
Rozegrano 3 biegi eliminacyjne, do których przystąpiło 16 biegaczy. Awans do półfinału dawało zajęcie jednego z pierwszych trzech miejsc w swoim biegu (Q). Skład półfinałów uzupełniło trzech zawodników z najlepszym czasem wśród przegranych (q).
Opracowano na podstawie materiału źródłowego.
Bieg 1
| Miejsce | Zawodnik            | Czas | Uwagi |
| ------- | ------------------- | ---- | ----- |
| 1       | Marian Woronin      | 6,62 | Q     |
| 2       | Leszek Dunecki      | 6,72 | Q     |
| 3       | Franco Fähndrich    | 6,77 | Q     |
| 4       | Klaus-Dieter Kurrat | 6,78 | q     |
| 5       | Ronald Desruelles   | 6,84 | q     |
| 6       | Gilles Échevin      | 6,89 |       |

Bieg 2
| Miejsce | Zawodnik          | Czas | Uwagi |
| ------- | ----------------- | ---- | ----- |
| 1       | Aleksandr Aksinin | 6,71 | Q     |
| 2       | Petyr Petrow      | 6,76 | Q     |
| 3       | Ján Chebeň        | 6,85 | Q     |
| 4       | Krasimir Sarbakow | 6,86 |       |
| 5       | Knut Stokke       | 6,92 |       |

Bieg 3
| Miejsce | Zawodnik           | Czas | Uwagi |
| ------- | ------------------ | ---- | ----- |
| 1       | Nikołaj Kolesnikow | 6,72 | Q     |
| 2       | Zenon Licznerski   | 6,78 | Q     |
| 3       | Giovanni Grazioli  | 6,80 | Q     |
| 4       | Olaf Prenzler      | 6,81 | q     |
| 5       | Franco Zucchini    | 6,87 |       |

### Półfinały
Rozegrano 2 biegi półfinałowe, w których wystartowało 12 biegaczy. Awans do finału dawało zajęcie jednego z dwóch pierwszych miejsc w swoim biegu (Q). Skład finału uzupełniło dwóch zawodników z najlepszym czasem wśród przegranych (q).
Opracowano na podstawie materiału źródłowego.
Bieg 1
| Miejsce | Zawodnik            | Czas | Uwagi |
| ------- | ------------------- | ---- | ----- |
| 1       | Marian Woronin      | 6,62 | Q     |
| 2       | Petyr Petrow        | 6,64 | Q     |
| 3       | Nikołaj Kolesnikow  | 6,71 | q     |
| 4       | Klaus-Dieter Kurrat | 6,72 | q     |
| 5       | Giovanni Grazioli   | 6,78 |       |
| 6       | Ján Chebeň          | 6,86 |       |

Bieg 2
| Miejsce | Zawodnik          | Czas | Uwagi |
| ------- | ----------------- | ---- | ----- |
| 1       | Leszek Dunecki    | 6,68 | Q     |
| 2       | Aleksandr Aksinin | 6,70 | Q     |
| 3       | Olaf Prenzler     | 6,75 |       |
| 4       | Zenon Licznerski  | 6,77 |       |
| 5       | Franco Fähndrich  | 6,78 |       |
| 6       | Ronald Desruelles | 6,81 |       |

### Finał
Opracowano na podstawie materiału źródłowego.
| Miejsce | Zawodnik            | Czas | Uwagi |
| ------- | ------------------- | ---- | ----- |
| 1       | Marian Woronin      | 6,57 | =     |
| 2       | Leszek Dunecki      | 6,62 |       |
| 3       | Petyr Petrow        | 6,63 |       |
| 4       | Aleksandr Aksinin   | 6,66 |       |
| 5       | Klaus-Dieter Kurrat | 6,67 |       |
| –       | Nikołaj Kolesnikow  | DNF  |       |